# Chiến dịch Liêu Thẩm
Chiến dịch Liêu Thẩm là chiến dịch giải phóng Liêu Ninh, Thẫm Dương của quân giải phóng nhân dân Trung Quốc diễn ra trong giai đoạn nội chiến Quốc-Cộng lần thứ hai. Nằm trong ba chiến dịch lớn của quân giải phóng Trung Quốc. Chiến dịch Liêu Thẩm diễn ra từ ngày 12 tháng 9 đến 2 tháng 11 năm 1948, tất cả diễn ra trong 52 ngày. Dã chiến quân giải phóng Đông Bắc đã hoàn toàn đánh bại quốc quân giải phóng Liêu Ninh và Thẫm Dương làm chủ hoàn toàn Đông Bắc Trung Quốc.

## Bối cảnh
Sau hai năm chiến tranh, tình hình chính trị, kinh tế xã hội Trung Quốc khủng hoảng trầm trọng. Đời sống nhân dân hết sức khó khăn, kinh tế suy sụp. Nội bộ quân đội Quốc Dân tranh chấp quyền lực thêm vào đó là hàng loạt các sai lầm quân sự dẫn đến sự thất bại liên tiếp của quốc quân trước quân giải phóng. Đến cuối tháng 8 năm 1948, dã chiến quân giải phóng Đông Bắc Trung Quốc đã hoàn toàn khống chế Đông Bắc chiếm 86% nhân khẩu và 97% đất đai.
Đầu tháng 9 năm 1948, trung ương Đảng Cộng sản Trung Quốc đánh giá tình hình hoàn toàn thuận lợi đi đến quyết định mở chiến dịch giải phóng Liêu Ninh, Thẩm Dương gọi tắt là chiến dịch Liêu Thẩm

## Diễn biến
Từ ngày 12 tháng 9, dã chiến quân giải phóng Đông Bắc đã phát động chiến dịch Liêu Thẩm đồng loạt tấn công quốc quân từ Nghĩa huyện Liêu Ninh cho đến Loan huyện Hà Bắc. Trãi qua chiến dịch Cẩm Châu, chiến dịch Liêu Tây, chiến dịch Thẩm Dương.

### Chiến dịch Cẩm Châu
Chi tiết xem bài Trận Cẩm Châu
Từ ngày 1 tháng 10, quân giải phóng tấn công Bắc Ninh Lộ, bao vây cô lập thành Cẩm Châu. Mao Trạch Đông nhận định Cẩm Châu có vị trí chiến lược quyết định thắng lợi của chiến dịch nên chỉ thị tăng cường tấn công quyết tâm giải phóng Cẩm Châu. Tưởng Giới Thạch nhận thấy Cẩm Châu bất lợi ảnh hưởng toàn bộ chiến trường Đông Bắc và hạ lệnh đều động quân đội giải vây Cẩm Châu. Tuy nhiên, chiến dịch Tháp Sơn quân tiếp viện Cẩm Châu bị quân giải phóng tiêu diệt hoàn toàn. Ngày 15 tháng 10, quân giải phóng chiếm lĩnh Cẩm Châu.

### Chiến dịch Liêu Tây
Chi tiết xem bài Trận Liêu Tây
Ngày 18 tháng 10, Tưởng Giới Thạch nghiêm lệnh quân đoàn tiếp tục tiến về phía tây cùng với đội quân phía đông phối hợp chiếm lại Cẩm Châu. Dã chiến quân Đông Bắc chỉ đạo quyết định bao vây chặn đánh quốc quân tại Hắc Sơn, Đại Hổ Sơn, Vô Lương Điện thuộc Liêu Tây. Quân giải phóng một lần nữa đánh bại quốc quân trong chiến dịch Liêu Tây. Ngày 28 tháng 10, chiến dịch kết thúc quân giải phóng quyết định thắng lợi tiêu diệt hơn 10 vạn quân

### Chiến dịch Thẩm Dương
Tổng tư lệnh Đông Bắc Vệ Lập Hoàng hạ lệnh tập trung quân đội phòng thủ Thẩm Dương. Sau thất bại tại Cẩm Châu, Liêu Tây khiến tinh thần chiến đấu của quốc quân tan rã. Nắm được thời cơ thuận lợi, tư lệnh Lâm Bưu hạ lệnh tức tốc toàn lực tấn công. Quân giải phóng xuyên thủng phòng tuyến Thẩm Dương. Quốc quân dựa vào không quân yểm trợ rút chạy. Ngày 2 tháng 11. Thẩm Dương được giải phóng, chiến dịch Liêu Thẩm kết thúc. Hơn 10 vạn quốc quân bị tiêu diệt tại Thẩm Dương

## Kết quả
Kết thúc chiến dịch Liêu Thẩm quân giải phóng giành thắng lợi hoàn toàn, tổn thất 6,9 vạn quân nhưng đã tiêu diệt 47,2 vạn quân chủ lực tinh nhuệ của quốc quân. giải phóng hoàn toàn Mãn Châu. Trong khi thế thắng lợi, quân giải phóng tiếp tục mở hai chiến dịch Hoài Hải, chiến dịch Bình Tân.